# Moja wspaniała kariera
Moja wspaniała kariera – australijski film biograficzny z 1979 roku na podstawie powieści Miles Franklin.

## Opis fabuły
Australia, przełom XIX i XX wieku. Sybilla Melvyn, niepokorna i młoda kobieta, odrzuca konwenanse i pragnie zostać pisarką. Rodzina sprzeciwia się temu, otoczenie zniechęca. Ale ona jest zdeterminowana i nie ustępuje. Co gorsze odrzuca propozycję małżeństwa z bogatym Harrym Beechamem. A to dopiero początek kłopotów.

## Główne role
- Judy Davis - Sybylla Melvyn
- Sam Neill - Harry Beecham
- Wendy Hughes - Ciotka Helen
- Robert Grubb - Frank Hawdon
- Max Cullen - Pan McSwatt
- Aileen Britton - Babcia Bossier
- Peter Whitford - Wujek Julius
- Patricia Kennedy - Ciotka Gussie
- Alan Hopgood - Ojciec
- Julia Blake - Matka
- David Franklin - Horace

i inni

## Nagrody i nominacje
Oscary za rok 1980
- Najlepsze kostiumy – Anna Senior (nominacja)

Złote Globy 1980
- Najlepszy film zagraniczny – Gillian Armstrong (nominacja)